# This Is Why I'm Hot
This Is Why I'm Hot è un brano musicale del rapper statunitense Mims. Il brano è stato scritto da Mims e prodotto da Blackout Movement per il suo album di debutto Music Is My Savior del 2007.
Pubblicato nel 2007 come primo singolo estratto dall'album, il brano ha raggiunto la prima posizione della classifica Billboard Hot 100, la seconda della Billboard Hot R&B/Hip-Hop Songs e la prima della Billboard Hot Rap Tracks, ed è stato successivamente certificato triplo disco di platino dalla RIAA.
Dopo il successo ottenuto in patria, il singolo è stato pubblicato anche nel Regno Unito nel maggio 2007, dove ha raggiunto la diciottesima posizione della Official Singles Chart.

## Tracce
CD-Single Capitol 3940752 (EMI) / EAN 0094639407521
1. This Is Why I'm Hot (Album Version Edited) - 4:15
2. This Is Why I'm Hot (Album Version Explicit) - 4:15
3. This Is Why I'm Hot (Blackout Remix) feat. Cham and Junior Reid - 3:43
4. This Is Why I'm Hot (Instrumental) - 4:15

## Classifiche
| Classifica (2007)               | Posizione più alta |
| ------------------------------- | ------------------ |
| Australia                       | 30                 |
| Canada                          | 19                 |
| Danimarca                       | 28                 |
| Billboard European Hot 100      | 44                 |
| Finlandia                       | 14                 |
| Francia                         | 45                 |
| Germania                        | 55                 |
| Nuova Zelanda                   | 23                 |
| Svezia                          | 37                 |
| Svizzera                        | 75                 |
| Regno Unito                     | 18                 |
| Billboard Hot 100               | 1                  |
| Billboard Hot R&B/Hip-Hop Songs | 2                  |
| Billboard Pop 100               | 4                  |